# Explosions nucléaires pour l'économie nationale
Le programme Explosions nucléaires pour l'économie nationale, parfois appelé Programme 7, était un programme soviétique d'utilisation des explosions nucléaires dans le génie civil. Il est comparable au programme des États-Unis opération Plowshare mis en place dans le cadre du projet Atom For Peace. Commencé au début des années 1960, il a cessé en 1989 avec la politique de désarmement menée par Mikhaël Gorbatchev.
L'un des essais les plus connus est celui de Chagan du 15 janvier 1965. La radioactivité qu'il a dispersé a été détectée au-dessus du Japon, à la fois par les États-Unis et par le Japon, et l'essai a été considéré comme une violation du traité d'interdiction partielle des essais nucléaires de 1963. Les États-Unis se plaignirent auprès des Soviétiques avant que l'affaire soit abandonnée.
Le programme a été réalisé par des experts de deux centres nucléaires secrets : Arzamas-16 (à Sarov) et Tcheliabinsk-70 (à Snejinsk).

## Histoire
En novembre 1949, peu après l'essai de la première bombe nucléaire soviétique le 23 septembre 1949, Andreï Vychinski, le représentant soviétique aux Nations Unies, publia une déclaration les efforts de l'URSS de développer sa propre capacité nucléaire. Il dit :
« Bien que l'Union Soviétique ait autant de bombes que nécessaire dans les circonstances malheureuses de la guerre, elle utilise l'énergie atomique pour servir son économie intérieure, faisant exploser des montagnes, changeant le cours des rivières, irriguant des déserts... ».
Cependant, l'URSS ne suivit pas immédiatement l'exemple des États-Unis en 1958 en établissant un programme. Sa position en faveur d'une interdiction complète des essais nucléaires a contenu tout effort d'établir un tel programme jusqu'au milieu des années 1960.
Quand le programme Explosions nucléaires pour l'économie nationale a été finalement officiellement établi, Alexander D. Zakharenkov, concepteur d'armes chevronné, a été nommé à la tête du programme. Initialement, le programme soviétique se concentrait sur deux applications pratiques, les travaux de terrassement et la stimulation de puits pétroliers, comme le programme des États-Unis. Cependant, d'autres applications éveillèrent rapidement l'intérêt des Soviétiques, et au bout de cinq ans, le programme explorait activement six ou sept applications, impliquant la participation de près de dix organes gouvernementaux.
Les Soviétiques menèrent un programme bien plus vigoureux que l'opération Plowshare américaine, réalisant environ 156 essais nucléaires entre 1965 et 1989. Une controverse existe sur le nombre exact d'essais : d'après les communications officielles, le Programme 7 aurait réalisé 124 explosions nucléaires, dont 117 en dehors de sites nucléaires, et dont trois (Globus-1, Kraton-3 et Cristal) auraient eu des fuites radioactives ; selon Alexeï Valdimirovitch Yablakov, biologiste russe, le Programme 7 aurait plutôt mené 169 essais impliquant 186 engins nucléaires. Minatom a officiellement estimé que quatre opérations s'étaient accompagnées de fuites radioactives (Globus-1, Kraton-3, Cristal et Taïga). D'après les données de 1994 d'un organe de Minatom, 24 essais sur 115 auraient donné lieu à « une pollution locale autour des forages ».
Ces essais avaient des objectifs similaires à ceux menés par le programme américain, à l'exception de six d'entre eux, qui n'étaient pas des essais en soi, mais visaient à éteindre des incendies de puits de gaz et des blowouts de méthane.
Il y eut en réalité deux programmes :
- L'Emploi des technologies d'explosions nucléaires dans l'intérêt de l'économie nationale, aussi appelé Programme 6, impliquait des essais souterrains industriels et des essais de nouvelles technologies d'explosions nucléaires pacifiques. Au cours de ce programme, 124 essais avec 135 engins ont été menés. Les objectifs principaux de ce programme étaient le développement de lacs, de barrages et la construction de canaux, ainsi que la création de cavités souterraines pour le stockage de déchets toxiques.
- Les Explosions nucléaires pacifiques pour l'économie nationale, aussi désignées sous le nom de Programme 7, impliquaient des essais de charges nucléaires industrielles dans un but pacifique. Des explosions nucléaires ont été menées dans le but de chercher des ressources minérales grâce à la prospection sismique, d'excaver des mines, de stimuler la production de pétrole et de gaz, et de créer des cavités souterraines pour stocker le pétrole et le gaz récupérés.

En tout, le Programme 7 a réalisé 115 explosions nucléaires. Parmi elles :
- 39 explosions visant à l'exploration géologique (trouver de nouveaux gisements de gaz naturel par l'étude des ondes sismiques produites par de petites explosions nucléaires) ;
- 25 explosions pour intensifier le débit de pétrole et de gaz ;
- 22 explosions pour créer des cavités souterraines pour le stockage du gaz naturel ;
- 5 explosions pour éteindre des foyers de gaz naturel ;
- 4 explosions destinées à créer des canaux et des barrages (y compris l'essai Chagan au Kazakhstan, et l'essai Taïga sur le tracé potentiel du canal Petchora-Kama) ;
- 2 explosions pour creuser le minerai dans les mines à ciel ouvert ;
- 2 explosions pour créer un stockage souterrain pour les déchets toxiques ;
- 1 explosion pour faciliter l'exploitation du charbon dans une mine souterraine ;
- 19 explosions ont été réalisées pour la recherche (l'étude des migrations possibles de la radioactivité depuis l'épicentre de l'explosion).

Ces explosions ont été financées par divers ministères : 51 d'entre elles par le Ministère de la Géologie, 26 par le Ministère du Gaz Naturel, 13 par le Ministère du Pétrole, 19 par le MinSredMash lui-même (le prédécesseur de l'Agence Fédérale de l'Énergie Atomique). Deux explosions étaient particulièrement grosses (140 et 105 kilotonnes) ; toutes les autres étaient relativement petites, avec une moyenne de 12,5 kilotonnes. Par exemple, une explosion de 30 kilotonnes a été utilisée pour fermer le puits de gaz Urtabulak en Ouzbékistan, qui fuyait depuis 1963 ; et quelques mois plus tard, une explosion de 47 kilotonnes a été utilisée pour sceller un blowout à haute pression dans le champ de gaz de Pamuk à proximité. Ces expériences fructueuses ont été par la suite citées comme précédents pour sceller les fuites de Deepwater Horizon,.
La dernière explosion nucléaire du Programme 7, portant le nom de code Rubin-1, a été réalisée dans l'oblast d'Arkhangelsk le 6 septembre 1988. Elle faisait partie du programme d'exploration géologique. Les Soviétiques arrêtèrent leur programme d'explosions nucléaires pacifiques à la fin de 1988 à la suite de l'initiative de désarmement du président Mikhaïl Gorbatchev.
Il existe encore des partisans des explosions nucléaires pacifiques en Russie. Ils estiment (et A. Koldobsky en fait partie) que le programme est déjà rentabilisé, et qu'il a fait économiser à l'URSS des milliards de roubles, et permettrait d'autres économies. Ils allèguent aussi que les explosions nucléaires pacifiques sont la seule solution pour éteindre les grands foyers sur les gisements de gaz naturel, et que c'est le moyen le plus sûr et le plus économique de détruire des armes chimiques.
Leurs opposants, dont fait partie Alexey Yablokov, considèrent qu'il existe des alternatives aux explosions nucléaires pacifiques, et que beaucoup de ces explosions ont été la cause de catastrophes nucléaires.

### Liste non exhaustive des essais duProgramme 7
| Nom                                             | Région                                    | Localisation                              | Date              | But de l'essai                                                                              | Détails |
| ----------------------------------------------- | ----------------------------------------- | ----------------------------------------- | ----------------- | ------------------------------------------------------------------------------------------- | --- |
| Globus-2                                        | Arkhangelsk RSFS de Russie                | À 80 km au Nord-Est de Kotlas             | 4 octobre 1971    |                                                                                             | 2,3 kilotonnes. |
| Rubin-1                                         | Arkhangelsk RSFS de Russie                | À 80 km au Nord-Est de Kotlas             | 6 septembre 1988  |                                                                                             | 8,5 kilotonnes. Dernier essai du programme. |
| Agate                                           | Arkhangelsk RSFS de Russie                | À 150 km à l'Ouest de Mezen               | 19 juillet 1985   | Sondage sismique                                                                            | 8,5 kilotonnes. |
| Vega (programme)                                | Oblast d'Astrakhan RSFS de Russie         | À 40 km d'Astrakhan                       | De 1980 à 1984    | Création de cavités souterraines pour le stockage du gaz                                    | 15 essais allant de 3,2 à 13,5 kilotonnes. |
| Kama (série)                                    | Bachkirie RSFS de Russie                  | À 100 km au Sud d'Oufa                    | En 1973 et 1974   | Création de cavités souterraines pour le stockage de déchets industriel (pétrole et ciment) | Deux explosions de 10 kilotonnes. |
| Boutan (série)                                  | Bachkirie RSFS de Russie                  | À 10 km au Nord-Ouest de Meleouz          | 1980              | Stimulation de la production de gaz et de pétrole                                           | 5 explosions de 2,3 à 3,2 kilotonnes. |
| Météorite-4                                     | Oblast d'Irkoutsk RSFS de Russie          | À 120 km au Nord-Est d'Oust-Kout          | 10 septembre 1977 | Sondage sismique                                                                            | 7,6 kilotonnes. |
| Rift-3                                          | Oblast d'Irkoutsk RSFS de Russie          | À 160 km au Nord d'Irkoutsk               | 31 juillet 1982   | Sondage sismique                                                                            | 8,5 kilotonnes. |
| Kvarts-4                                        | Oblast de Kemerovo RSFS de Russie         | À 50 km au Sud-Ouest de Mariinsk          | 18 septembre 1984 | Sondage sismique                                                                            | 10 kilotonnes. |
| Dniepr-1                                        | Oblast de Mourmansk RSFS de Russie        | À 20 km au Nord-Est de Kirovsk            | 4 septembre 1972  | Extraction du minerai d'apatite                                                             | 2,1 kilotonnes. Un essai similaire nommé Dniepr-2 a été mené au même endroit en 1984. |
| Globus-1                                        | Oblast d'Ivanovo RSFS de Russie           | À 40 km au Nord-Est de Kinechma           | 19 septembre 1971 | Sondage sismique                                                                            | 2,3 kilotonnes. |
| Region-4                                        | Kalmoukie RSFS de Russie                  | À 80 km au Nord-Est d'Elista              | 3 octobre 1972    | Sondage sismique                                                                            | 6,6 kilotonnes. |
| Globus-4                                        | République des Komis RSFS de Russie       | À 25 km au Sud-Ouest de Vorkouta          | 2 juillet 1971    | Sondage sismique                                                                            | 2,3 kilotonnes. |
| Globus-3                                        | République des Komis RSFS de Russie       | À 130 km au Sud-Ouest de Petchora         | 10 juillet 1971   | Sondage sismique                                                                            | 2,3 kilotonnes. |
| Kvarts-2                                        | République des Komis RSFS de Russie       | À 80 km au Sud-Ouest de Petchora          | 11 août 1984      |                                                                                             | 8,5 kilotonnes. |
| Horizon-3                                       | Kraï de Krasnoïarsk RSFS de Russie        | Lac Lama, cap Tonkii                      | 29 septembre 1975 | Sondage sismique                                                                            | 7,6 kilotonnes. |
| Météorite-2                                     | Kraï de Krasnoïarsk RSFS de Russie        | Lac Lama, cap Tonkii                      | 26 juillet 1977   | Sondage sismique                                                                            | 13 kilotonnes. |
| Kraton-2                                        | Kraï de Krasnoïarsk RSFS de Russie        | À 95 km au Sud-Ouest d'Igarka             | 21 septembre 1978 | Sondage sismique                                                                            | 15 kilotonnes. |
| Rift-4                                          | Kraï de Krasnoïarsk RSFS de Russie        | À 25–30 km au Sud-Est de Noguinsk         |                   | Sondage sismique                                                                            | 8,5 kilotonnes. |
| Batolit-1                                       | Kraï de Krasnoïarsk RSFS de Russie        |                                           | 1er novembre 1980 |                                                                                             | |
| Rift-1                                          | Kraï de Krasnoïarsk RSFS de Russie        | À 190 km à l'Ouest de Doudinka            | 4 octobre 1982    | Sondage sismique                                                                            | 16 kilotonnes. |
| Pirit                                           | Nénétsie RSFS de Russie                   | Gisement gazier de Koumja                 | 25 mai 1981       | Extinction d'un blowout de gaz                                                              | En 1980, une fuite de gaz se produit sur le puits de Koumja-9. Le projet Pirit place une bombe de 37,6 kilotonnes à 1,5 km de profondeur dans l'espoir de déplacer les couches géologiques. L'opération ne réussit qu'à moitié. Le gisement gazier est alors mis en sommeil,. |
| Magistral / Sovkhoznoe                          | Oblast d'Orenbourg RSFS de Russie         | À 65 km au Nord-Est d'Orenbourg           | 25 juin 1970      | Création d'une cavité dans un massif de sel-roche pour les besoins d'un champ gazier        | 2,3 kilotonnes. |
| Sapfin / Dedourovka                             | Oblast d'Orenbourg RSFS de Russie         |                                           | 1971 et 1973      | Créations de cavités dans un massif de sel-roche                                            | Deux explosions de 15 kilotonnes. |
| Region-1 et Region-2                            | Oblast d'Orenbourg RSFS de Russie         | À 70 km au Sud-Ouest de Bouzoulouk        | 24 novembre 1972  | Sondage sismique                                                                            | 2,3 kilotonnes. |
| Griffon                                         | Oblast de Perm RSFS de Russie             | À 10 km au Sud d'Ossa                     | 1969              | Stimulation pétrolière                                                                      | 7,6 kilotonnes. |
| Taïga                                           | Oblast de Perm RSFS de Russie             | À 100 km au Nord de Krasnovichersk        | 23 mars 1971      | Terrassement pour la construction du canal Petchora-Kama                                    | Trois explosions de 5 kilotonnes. |
| Gelii (série)                                   | Oblast de Perm RSFS de Russie             | À 20 km au Sud-Est de Krasnovichersk      | De 1981 à 1987    | Stimulation pétrolière                                                                      | 5 explosions de 3,2 kilotonnes. |
| Takhta-Kougoulta                                | Kraï de Stavropol RSFS de Russie          | À 90 km au Nord de Stavropol              | 25 août 1969      | Stimulation gazière                                                                         | 10 kilotonnes. |
| Tavda                                           | Oblast de Tioumen RSFS de Russie          | À 70 km au Nord-Est de Tioumen            |                   | Création d'une cavité souterraine                                                           | 0,3 kilotonnes. |
| Kraton-1                                        | Khantys-Mansis RSFS de Russie             |                                           | 17 octobre 1978   | Sondage sismique                                                                            | 22 kilotonnes, à une profondeur de 593 m. |
| Kimberlit-1                                     | Khantys-Mansis RSFS de Russie             | À 150 km au Sud-Est de Khanty-Mansiïsk    | 4 octobre 1979    | Sondage sismique                                                                            | 22 kilotonnes, à une profondeur de 837 m. |
| Angara                                          | Khantys-Mansis RSFS de Russie             |                                           | 10 décembre 1980  | Stimulation pétrolière                                                                      | 15 kilotonnes, à une profondeur de 2 485 m. |
| Kvarts-3                                        | Khantys-Mansis RSFS de Russie             | À 100 km au Nord-Ouest de Sourgout        | 25 août 1984      | Sondage sismique                                                                            | 8,5 kilotonnes, à une profondeur de 730 m |
| Benzol                                          | Khantys-Mansis RSFS de Russie             | Près de Pyt-Iakh                          | 18 juin 1985      | Stimulation pétrolière                                                                      | 2,5 kilotones, à une profondeur de 2 850 m |
| Cristal                                         | République de Sakha RSFS de Russie        | À 70 km au Nord-Est d'Aïkhal              | 2 octobre 1974    | Création d'un barrage                                                                       | 1,7 kilotonnes. |
| Horizon-4                                       | République de Sakha RSFS de Russie        | À 120 km au Sud-Ouest de Tiksi            | 12 août 1975      |                                                                                             | 7,6 kilotonnes. |
| Oka Cheksa Neva (essais issus des trois séries) | République de Sakha RSFS de Russie        | À 120 km au Sud-Ouest de Mirny            | De 1976 à 1987    | Stimulation pétrolière                                                                      | 5 explosions de 15 kilotonnes. |
| Kraton-4                                        | République de Sakha RSFS de Russie        | À 90 km au nord-ouest de Sangar (en)      | 9 août 1978       | Sondage sismique                                                                            | 22 kilotonnes. |
| Kraton-3                                        | République de Sakha RSFS de Russie        | À 50 km à l'Est d'Aïkhal                  | 24 août 1978      | Sondage sismique                                                                            | 19 kilotonnes. |
| Vyatka                                          | République de Sakha RSFS de Russie        | À 120 km au Sud-Ouest de Mirny            | 8 octobre 1978    | Stimulation pétrolière                                                                      | 15 kilotonnes. |
| Kimberlit-4                                     | République de Sakha RSFS de Russie        | À 130 km au Sud-Ouest de Verkhneviliouïsk | 12 août 1979      | Sondage sismique                                                                            | 8,5 kilotonnes. |
| Azguir                                          | Oblast de Gourevsk RSS du Kazakhstan      | À 180 km au Nord d'Astrakhan              | De 1966 à 1979    |                                                                                             | 17 explosions de 22 engins, entre 0,01 et 150 kilotonnes. |
| Batolit-2                                       | Oblys d'Aktioubé RSS du Kazakhstan        | À 320 km au Sud-Ouest d'Aktioubé          | 3 octobre 1987    | Sondage sismique                                                                            | 8,5 kilotonnes, à une profondeur de 1 002 m. |
| Lazourit                                        | RSS du Kazakhstan                         | Polygone nucléaire de Semipalatinsk       | 7 décembre 1974   | Dégagement d'une colline pour la construction d'un barrage                                  | 4,7 kilotonnes, à une profondeur de 75 m. |
| Lira                                            | Kazakhstan-Occidental RSS du Kazakhstan   | Karachaganak                              |                   | Création de cavités de stockage du gaz                                                      | 6 essais. |
| Saï-Outios                                      | Oblys de Manguistaou RSS du Kazakhstan    | À 100–150 km au Sud-Est de Saï-Outios     | 1969-1970         | Création d'un entonnoir                                                                     | 3 essais, 30 à 50 kilotonnes. |
| Meridian-1                                      | Oblys de Tselinograd RSS du Kazakhstan    | À 110 km à l'Est d'Arkalyk                | 28 août 1973      | Sondage sismique                                                                            | 6,3 kilotonnes. |
| Meridian-2                                      | Oblys de Tchimkent RSS du Kazakhstan      | À 230 km au Sud-Est de Jezkazgan          | 19 août 1973      | Sondage sismique                                                                            | 6,3 kilotonnes. |
| Meridian-3                                      | Oblys de Tchimkent RSS du Kazakhstan      | À 90 km au Sud-Ouest de Turkestan         | 19 août 1973      | Sondage sismique                                                                            | 6,3 kilotonnes. |
| Region-3                                        | Oblys d'Oural RSS du Kazakhstan           | À 250 km au Sud-Ouest d'Oural             | 20 août 1972      | Sondage sismique                                                                            | 6,6 kilotonnes. |
| Region-5                                        | Oblys de Kostanaï RSS du Kazakhstan       | À 160 km au Sud-Est de Kostanaï           | 24 novembre 1972  | Sondage sismique                                                                            | 6,6 kilotonnes. |
| Sary-Ouzen                                      | RSS du Kazakhstan                         | Polygone nucléaire de Semipalatinsk       | 14 octobre 1965   | Excavation pour la création d'un réservoir-entonnoir                                        | 1,1 kilotonne. |
| Telkem-1                                        | RSS du Kazakhstan                         | Polygone nucléaire de Semipalatinsk       | 21 octobre 1968   | Excavation pour la création d'un réservoir-entonnoir                                        | 2 x 0,24 kilotonne. |
| Telkem-2                                        | RSS du Kazakhstan                         | Polygone nucléaire de Semipalatinsk       | 12 novembre 1968  | Excavation pour la création d'une tranchée                                                  | 3 x 0,24 kilotonne. |
| Chagan                                          | RSS du Kazakhstan                         | Polygone nucléaire de Semipalatinsk       | 15 janvier 1965   | Création d'un réservoir (lac)                                                               | 140 kilotonnes. |
| Shtolnya                                        | RSS du Kazakhstan                         | Polygone nucléaire de Semipalatinsk       | De 1964 à 1984    |                                                                                             | De 0,01 à 150 kilotonnes. |
| Outra-Boulak                                    | Province de Boukhara RSS d'Ouzbékistan    | À 80 km au Sud de Boukhara                | 30 septembre 1966 | Extinction d'un incendie sur un puits de gaz                                                | 30 kilotonnes, à une profondeur de 1 532 m. |
| Pamouk                                          | Province de Kachkadaria RSS d'Ouzbékistan | À 70 km à l'Ouest de Karchi               | 21 mai 1968       | Extinction d'un incendie sur un puits de gaz                                                | 47 kilotonnes, à une profondeur de 2 440 m. |
| Clivage                                         | Oblast de Donetsk RSS d'Ukraine           | Younokomounarivsk                         | 16 septembre 1979 | Prévention d'épenchements de méthane et de charbon                                          | 0,3 kilotonnes, à une profondeur de 903 m. |
| Fakel                                           | Oblast de Kharkiv RSS d'Ukraine           | À 20 km au Nord de Krasnohrad             | 9 juillet 1972    | Fermeture d'une fuite sur un gisement de gaz (l'opération a échoué)                         | 3,8 kilotonnes, à une profondeur de 2 486 m. |
| Fakel                                           | Oblast de Marisk RSS du Turkménistan      | À 30 km au Sud-Est de Mary                | 11 avril 1972     | Fermeture d'une fuite sur un gisement de gaz                                                | 15 kilotonnes, à une profondeur de 1 720 m. |

## Problèmes
Parmi les catastrophes, on peut citer celle de Kraton-3 à Viiouï, dans la République de Sakha, en 1978, qui était censée déterrer un gisement de diamant. Malheureusement, la quantité de diamants se révéla beaucoup plus faible que prévu et la pollution des eaux au plutonium beaucoup plus élevée. Selon Yablokov, le niveau de plutonium de l'eau potable dans la région de Viliouï 20 ans après l'explosion est dix mille fois plus élevé que le maximum imposé par les normes sanitaires.
Une autre catastrophe a été le résultat de l'explosion Globus-1 près du village de Galkino, à 40 kilomètres de Kinechma le 19 septembre 1971. Il s'agissait d'une petite explosion souterraine de 2,5 kilotonnes, qui faisait partie du programme d'exploration sismologique de gaz et de pétrole. De manière inattendue, une grande quantité de gaz radioactifs s'est échappée à travers des fissures dans le sol, formant une zone particulièrement radioactive de deux kilomètres de diamètre dans une partie densément peuplée de la partie européenne de la Russie. Un petit affluent de la Volga, la Shacha, a changé de lit et menacé d'inonder le site de l'explosion. Cela aurait pu mener à une pollution nucléaire de toute la Volga. Des ingénieurs ont proposé de construire un sarcophage (similaire à celui de Tchernobyl) pour couvrir le site, et de creuser un canal de 12 km pour éloigner la rivière Schacha, mais le projet parut beaucoup trop cher.
Les expériences s'arrêtèrent avec l'adoption d'un moratoire unilatéral sur les essais d'armes nucléaires sur le territoire soviétique en 1989. Bien qu'il ait été initialement créé pour soutenir l'appel de Mikhaïl Gorbatchev pour une interdiction mondiale des essais d'armes nucléaires, les Russes l'appliquèrent apparemment aussi aux explosions nucléaires pacifiques.

## Conclusions
Le programme d'explosions nucléaires pacifiques soviétique était beaucoup plus étendu que l'opération Plowshare, tant par le nombre d'applications étudiées sur le terrain, que par son introduction à un usage industriel. Certaines applications, comme les sondages sismiques profonds et la stimulation pétrolière, ont été explorées en profondeur, et semblent très économiques pour un risque public minime. D'autres, comme l'ouverture de cavités souterraines, ont révélé des problèmes techniques majeurs, qui font douter de leur faisabilité. D'autres encore, comme le scellement de fuites de puits de gaz, ont prouvé que cette technologie peut être une solution de dernier recours. Pour les applications restantes, elles n'ont fait l'objet que d'un essai ou deux, et n'ont pas été davantage étudiées, sans qu'on sache pourquoi. Dans l'ensemble, le programme a représenté un effort technique important pour étudier ce qui semblait à l'époque être une technologie prometteuse, et a permis de récolter des données considérables, même si une petite fraction d'entre elles seulement a été rendue publique.